# Strafaufschub
Strafaufschub ist die juristische Bezeichnung für eine Verschiebung der Strafvollstreckung auf einen späteren Termin.
Falls die Vollstreckung einer rechtskräftigen Freiheitsstrafe noch nicht begonnen hat, kann die Staatsanwaltschaft oder der Jugendrichter als Vollstreckungsleiter dem Verurteilten Strafaufschub aus wichtigen Gründen gewähren. Nach Vollstreckungsbeginn kann unter ähnlichen Voraussetzungen so genannte Strafunterbrechung gewährt werden.
Strafaufschub muss zum Beispiel gewährt werden, wenn der Verurteilte haftunfähig ist, etwa in Geisteskrankheit verfällt, bei anderen Krankheiten nur, wenn die Vollstreckung voraussichtlich mit Lebensgefahr für ihn verbunden wäre.
Die Vollstreckung kann ferner aufgeschoben werden, wenn wegen des körperlichen Zustandes des Verurteilten eine sofortige Vollstreckung mit den Vollzugseinrichtungen nicht verträglich wäre (z. B. eine notwendige medizinische Behandlung dort nicht möglich ist, § 455 StPO), sowie aus Gründen der Vollzugsorganisation (§ 455a StPO). Ein vorübergehender Strafaufschub ist nach § 456 StPO auf Antrag des Verurteilten auch aus anderen Gründen möglich, wenn die sofortige Vollstreckung ihm oder seiner Familie erhebliche, außerhalb des Strafzwecks liegende Nachteile bereiten würde. Ein solcher Aufschub ist jedoch auf maximal 4 Monate begrenzt.
Gegen abschlägige Entscheidungen auf Strafaufschub seitens der Vollstreckungsbehörden ist es möglich, Einwendungen nach § 458 StPO beim Gericht des ersten Rechtzugs (§ 462a Abs. StPO) zu erheben. Dieses Rechtsmittel hat zwar zunächst keine vollstreckungshemmende Wirkung, das Gericht kann aber nach § 458 Abs. 3 StPO einen solchen Aufschub natürlich auch auf Antrag anordnen. Die Überprüfung erfolgt hier auf die fehlerfreie Ermessensausübung seitens der Vollstreckungsbehörde. Gegen einen Beschluss des angerufenen Gerichts gibt es das Rechtsmittel der sofortigen Beschwerde zur nächsten Instanz.